# Russell Group
Russell Group er en selvvalgt organisation af 25 offentlige forskningsuniversiteter i Storbritannien: Gruppen har hovedkvarter i Cambridge og den blev etableret i 1994 for at kunne repræsentere medlemmernes interesser, særligt overfor Regeringen og parlamentet. Den blev inkorporeret i 2007. Medlemmerne bliver ofte betragtet som værende Storbritanniens bedste universiteter, men dette er også blevet udfordret.
I 2016 havde Russell Groups medlemmer modtaget tre-fjerdedele af alle forskningsbevilliger i Storbritannien. Russell Groups medlemmer udstedte 60% af alle ph.d.-grader i Storbritannien. I Research Excellence Framework fra 2021 stod universiteter fra Russell Group for 65% af alt verdensledende forskning udført i Storbritannien, og 91% af Russell Groups forskning blev vurderet til at være verdensledende eller internationalt fremragende. I Teaching Excellence and Student Outcomes Framework-vurderingen (TEF) fra 2023 af de 20 engelske Russell Group universiteter fik syv guld (35%) og 13 sølv (65%). Dette kan sammenlignes med gennemsnittet, på 128 højere uddannelsesinstitutioner, hvor 29% fik guld, 62% sølv og 9% bronze. Uddannede personer fra disse universiteter har 61% af alle jobs i Sotrbritannien, som kræver en unviversitetsgrad, på trods af kun at udgøre 17% af alle dimmitender.
Russell Group har navn efter Hotel Russell på Russell Square, London, , hvor det første uformelle møde for gruppen fandt sted.

## Medlemmer
| Universitet                      | Medlemsår | Bachelorstuderende (2021/22) | Kandidatstuderende (2021/22) | Total antal studerende (2021/22) | Total antal akademisk personal (2022/23) | TEF award |
| -------------------------------- | --------- | ---------------------------- | ---------------------------- | -------------------------------- | ---------------------------------------- | --------- |
| University of Birmingham         | 1994      | 25,150                       | 12,840                       | 37,990                           | 3,195                                    | Silver†   |
| University of Bristol            | 1994      | 23,055                       | 8,425                        | 31,485                           | 2,830                                    | Silver    |
| University of Cambridge          | 1994      | 13,645                       | 8,960                        | 22,610                           | 4,935                                    | Gold*     |
| Cardiff University               | 1998      | 23,765                       | 10,220                       | 33,985                           | 2,540                                    | N/A       |
| Durham University                | 2012      | 17,395                       | 4,835                        | 22,230                           | 1,745                                    | Silver    |
| University of Edinburgh          | 1994      | 26,000                       | 15,245                       | 41,250                           | 4,200                                    | N/A       |
| University of Exeter             | 2012      | 23,755                       | 8,710                        | 32,465                           | 2,320                                    | Gold*     |
| University of Glasgow            | 1994      | 23,460                       | 19,520                       | 42,980                           | 3,155                                    | N/A       |
| Imperial College London          | 1994      | 11,740                       | 9,730                        | 21,470                           | 3,715                                    | Gold      |
| King's College London‡           | 1998      | 23,225                       | 18,270                       | 41,490                           | 3,850                                    | Silver    |
| University of Leeds              | 1994      | 27,015                       | 10,175                       | 37,190                           | 3,040                                    | Silver†   |
| University of Liverpool          | 1994      | 22,265                       | 6,415                        | 28,680                           | 2,440                                    | Gold      |
| London School of Economics‡      | 1994      | 5,575                        | 7,400                        | 12,975                           | 1,095                                    | Silver    |
| University of Manchester         | 1994      | 30,900                       | 15,505                       | 46,410                           | 4,195                                    | Silver    |
| Newcastle University             | 1994      | 20,760                       | 6,520                        | 27,280                           | 2,525                                    | Silver†   |
| University of Nottingham         | 1994      | 28,690                       | 8,570                        | 37,260                           | 2,870                                    | Silver    |
| University of Oxford             | 1994      | 15,685                       | 11,610                       | 27,290                           | 6,005                                    | Gold*     |
| Queen Mary University of London‡ | 2012      | 17,430                       | 8,615                        | 26,045                           | 2,065                                    | Silver†   |
| Queen's University Belfast       | 2006      | 17,970                       | 7,325                        | 25,295                           | 1,775                                    | N/A       |
| University of Sheffield          | 1994      | 20,040                       | 10,820                       | 30,860                           | 2,855                                    | Silver    |
| University of Southampton        | 1994      | 15,110                       | 8,685                        | 23,795                           | 2,060                                    | Silver    |
| University College London‡       | 1994      | 23,800                       | 23,030                       | 46,830                           | 6,460                                    | Silver    |
| University of Warwick            | 1994      | 18,955                       | 9,870                        | 28,825                           | 2,270                                    | Gold*     |
| University of York               | 2012      | 15,350                       | 8,070                        | 23,420                           | 1,810                                    | Gold      |

Noter

‡ Medlemsinstution under University of London, der giver deres egne grader

* Modtog 'Guld'-rating i alle tre kategorier, der blev vurderet

† Modtog overordnet 'Sølv'-rating med kun én kategori rangeret som 'Bronze'